# Neoscona holmi
Neoscona holmi là một loài nhện trong họ Araneidae.
Loài này thuộc chi Neoscona. Neoscona holmi được Ehrenfried Schenkel-Haas miêu tả năm 1953.